# 利皮亞內
利皮亞內是波蘭的城鎮，位於該國西部，由西波美拉尼亞省負責管轄，面積5.5平方公里，2006年人口4,124。第二次世界大戰期間，蘇聯紅軍在1945年佔領該鎮。
53°00′N 14°57′E / 53.000°N 14.950°E